# 헤테로다인

회로도에 사용되는 주파수 믹서 기호

헤테로다인(Heterodyne)은 캐나다 발명가이자 엔지니어인 레지널드 페센든이 발명한 헤테로다이닝(heterodyning)이라는 신호 처리 기법을 사용하여 두 개의 다른 주파수를 결합하거나 혼합하여 생성되는 신호 주파수이다. 헤테로다인은 신호를 한 주파수 범위에서 다른 주파수 범위로 이동시키는 데 사용되며, 변조 및 복조 과정에도 관여한다. 두 입력 주파수는 진공관, 트랜지스터 또는 다이오드와 같은 비선형 신호 처리 장치(일반적으로 믹서라고 함)에서 결합된다.
가장 일반적인 응용 분야에서는 주파수 f1과 f2의 두 신호가 혼합되어 두 개의 새로운 신호가 생성되는데, 하나는 두 주파수 f1 + f2의 합이고 다른 하나는 두 주파수 f1 − f2의 차이이다. 이 새로운 신호 주파수를 헤테로다인이라고 한다. 일반적으로 헤테로다인 중 하나만 필요하며, 다른 신호는 믹서 출력에서 필터링된다. 헤테로다인 주파수는 음향학에서 "비트(beat)" 현상과 관련이 있다.
헤테로다인 공정의 주요 응용 분야는 슈퍼헤테로다인 무선 수신기 회로로, 사실상 모든 현대 무선 수신기에 사용된다.

## 역사
1901년, 레지널드 페센든은 연속파 무선 전신 신호를 가청으로 만드는 방법으로 직접 변환 수신기 또는 비트 수신기를 시연했다. 페센든의 수신기는 국부 발진기의 안정성 문제로 인해 널리 사용되지 못했다. 리 드 포레스트가 3극 진공관 발진기를 발명하기 전까지는 안정적이면서도 저렴한 국부 발진기를 구할 수 없었다. 페센든은 1905년 특허에서 자신의 국부 발진기의 주파수 안정도가 1/1000이라고 명시했다.
무선 전신에서는 문자 메시지의 문자가 모스 부호의 짧은 점과 긴 대시로 변환되어 무선 신호로 방송된다. 무선 전신은 일반 전신과 매우 유사했다. 당시의 기술로 고출력 송신기를 제작하는 것이 과제 중 하나였다. 초기 송신기는 스파크 갭 송신기였다. 기계 장치가 고정된 속도로 스파크를 발생시키고, 스파크가 에너지를 공진 회로에 전달하면 공진 회로는 원하는 송신 주파수(예: 100kHz)에서 신호를 울린다. 이 울림은 빠르게 감쇠하므로 송신기 출력은 감쇠파의 연속으로 나타난다. 이 감쇠파가 간단한 검출기에 수신되면, 운용자는 가청 윙윙거리는 소리를 듣게 되고, 이 소리는 영숫자로 다시 변환될 수 있다.
1904년 아크 변환기 무선 송신기가 개발되면서 무선 전신에 연속파(CW) 변조가 사용되기 시작했다. CW 모스 부호 신호는 진폭 변조가 아닌 정현파 반송파 주파수의 버스트로 구성된다. AM 수신기가 CW 신호를 수신하면 운용자는 소리를 듣지 못한다. 직접 변환(헤테로다인) 검출기는 연속파 무선 주파수 신호를 들을 수 있도록 하기 위해 발명되었다.
"헤테로다인" 또는 "비트" 수신기에는 수신되는 신호의 주파수와 가깝게 조정된 무선 신호를 생성하는 국부 발진기가 있다. 두 신호가 혼합되면 두 주파수의 차이와 같은 "비트" 주파수가 생성된다. 국부 발진기 주파수를 정확하게 조정하면 비트 주파수가 가청 범위에 들어오게 되어, 송신기 신호가 있을 때마다 수신기 이어폰에서 톤으로 들린다. 따라서 모스 부호의 "점"과 "줄"이 삐 소리로 들린다. 이 기술은 여전히 무선 전신에서 사용되고 있으며, 국부 발진기는 이제 비트 주파수 발진기 또는 BFO라고 불린다. 페센덴은 그리스어 어근 hetero-("다른")와 dyn-("힘")에서 헤테로다인(heterodyne)이라는 단어를 만들었다.

## 같이 보기
- 뇌전도

## 추가 읽기
- Hogan, John V. L. (April 1921). “The Heterodyne Receiver”. 《Electric Journal》. 18권. 116쪽.
- US 706740, Fessenden, Reginald A., "Wireless Signaling", published September 28, 1901, issued August 12, 1902
- US 1050728, Fessenden, Reginald A., "Method of Signaling", published August 21, 1906, issued January 14, 1913